# Butterfly (песня Crazy Town)
«Butterfly» — песня американской рок-группы Crazy Town. Была выпущена в ноябре 2000 года в качестве третьего сингла альбома The Gift of Game. Песня достигла первой строчки в хит-парадах 15 стран, включая США. В ней был использован фрагмент песни Red Hot Chili Peppers 1989 года «Pretty Little Ditty».

## Отзывы
Канал VH1 поставил «Butterfly» на 34 место в списке «Самых классных плохих песен в истории». В 2009 году песня заняла третье место в чарте Billboard «Артист одного хита 2000-х годов».

## Чарты и сертификации
| Чарт (2000—2001)                       | Высшая позиция |
| -------------------------------------- | -------------- |
| Австралия (ARIA)                       | 4              |
| Австрия (Ö3 Austria Top 40)            | 1              |
| Бельгия/Фландрия (Ultratop 50)         | 5              |
| Бельгия/Валлония (Ultratop 50)         | 9              |
| Канада (Billboard Canadian Hot 100)    | 3              |
| Дания (Tracklisten)                    | 1              |
| Финляндия (Suomen virallinen lista)    | 2              |
| Франция (SNEP)                         | 26             |
| Германия (GfK)                         | 1              |
| Ireland (IRMA)                         | 10             |
| Италия (FIMI)                          | 19             |
| Нидерланды (Dutch Top 40)              | 5              |
| Новая Зеландия (Recorded Music NZ)     | 2              |
| Норвегия (VG-lista)                    | 1              |
| Romania (Romanian Top 100)             | 1              |
| Швеция (Sverigetopplistan)             | 2              |
| Швейцария (Schweizer Hitparade)        | 1              |
| США (Billboard Hot 100)                | 1              |
| US Hot Dance Singles Sales (Billboard) | 1              |
| US Mainstream Rock Tracks (Billboard)  | 21             |
| US Modern Rock Tracks (Billboard)      | 1              |
| США (Billboard Pop Airplay)            | 2              |

| (2000—2009)                     | Место |
| ------------------------------- | ----- |
| Германия (Media Control Charts) | 56    |

| Регион | Сертификация  | Продажи  |
| --- | ------------- | -------- |
| Австралия (ARIA) | 2× Платиновый | 140 000^ |
| Австрия (IFPI Austria) | Золотой       | 20 000*  |
| Бельгия (BEA) | Золотой       | 25 000*  |
| Дания (IFPI Danmark) | Платиновый    | 8000^    |
| Германия (BVMI) | Платиновый    | 500 000^ |
| Норвегия (IFPI Norway) | Платиновый    | 60 000   |
| Швеция (GLF) | Платиновый    | 30 000^  |
| Швейцария (IFPI Switzerland) | Золотой       | 20 000^  |
| Великобритания (BPI) | Платиновый    | 600 000  |
| * Данные о продажах приведены только на основе сертификации. · ^ Данные о тиражах приведены только на основе сертификации. · Данные о продажах + прослушиваниях приведены только на основе сертификации. |               |          |